# Плауэр-Зе
Плауэр-Зе (нем. Plauer See) — озеро, расположенное в Германии, в регионе Мекленбург-Передняя Померания. Площадь поверхности — 38,4 км². Высота над уровнем моря — 61 м.
Озеро имеет 15 километров в длину и является третьим по размеру озером в федеральной земле Мекленбург — Передняя Померания.
Озеро пользуется популярностью среди туристов. На озере расположен город Плау-ам-Зее. В древности на острове Коль располагалась славянская крепость Кутин.